# La Troienne
La Troienne (1926-1954) est une jument pur-sang anglais. Issue de l'élevage de Marcel Boussac, elle ne brilla pas en piste mais, après sa vente, devint l'une des poulinières les plus influentes de l'élevage américain.

## Carrière de courses
Sous les couleurs de l'écurie Marcel Boussac, La Troienne ne remporte aucune des courses auxquelles elle participe. Cependant, cette petite et délicate pouliche était l'objet d'une certaine estime, sans doute due en partie à son pedigree, puisque son entraîneur John Watts n'hésite pas à la présenter au départ des épreuves réservées aux meilleures. Ainsi La Troienne, sans doute plus convaincante le matin à l'entraînement que l'après-midi sur l'hippodrome, prend part au Prix d'Arenberg à 2 ans, et l'année suivante au Prix Chloé et même à la Poule d'Essai des Pouliches. Mais à chaque fois elle termine non placée. Certes elle prend deux places en Angleterre dans des stakes, mais au total, la pouliche termine sa carrière avec une besace qui ne pèse pas bien lourd : l'équivalent de $ 136 péniblement glanés en sept courses.
Sélection oblige, Marcel Boussac ne souhaite pas conserver cette pouliche sans palmarès dans son prestigieux élevage, en dépit de ses bonnes origines. Il fait donc saillir La Troienne par un étalon (pas n'importe lequel, Gainsborough, vainqueur de la Triple Couronne britannique et l'un des meilleurs reproducteurs de son temps) et l'inscrit aux ventes de Newmarket en décembre 1930. Elle trouve preneur pour 1 250 guinées. L'acquéreur se nomme Edward R. Bradley, un ancien cow-boy, ami de Wyatt Earp, devenu un magnat de l'acier. Il emmène la jument dans son haras de Lexington, Kentucky et, au printemps, la nouvelle carrière de La Troienne débute mal : sa pouliche nait avec une malformation et meurt rapidement.

## Au haras
De 1932 à 1948, La Troienne va donner 14 produits, parmi lesquels, fait unique, deux membres du Hall of Fame des courses américaines (Black Helen et Bimelech), et créer une lignée qui va se perpétuer durant tout le siècle à venir et même au-delà. À tel point qu'il faut créer pour elle une nouvelle famille, dénommée 1-x, qui s'ajoute à celle des lignées remontant au XIXe siècle voire au XVIIIe siècle. Et c'est une famille bien vivante au XXIe siècle. À titre d'exemple, elle est présente dans l'ascendance matrilinéaire de champions contemporains, du cheval de l'année 2003 aux États-Unis Mineshaft au Japonais Contrail (lauréat de la Triple Couronne japonaise en 2020), des vainqueurs du Kentucky Derby Smarty Jones (2004) et Super Saver (2010) à Essential Quality (Breeders' Cup Juvenile en 2020, Belmont Stakes et Travers Stakes l'année suivante), en passant par la Britannique Alcohol Free (Cheveley Park Stakes, puis Coronation Stakes, Sussex Stakes en 2021) ou l'Américain Cody's Wish cheval de l'année 2023. En 2020, on dénombrait dans sa descendance (uniquement en lignée maternelle), plus de 800 vainqueurs de stakes et 30 champions.

### Descendance sélective
- Black Helen (1932, par Black Toney), introduite au Hall of Fame en 1991 : Lauréate de l'American Derby, du Florida Derby, du Maryland Handicap et des Coaching Club American Oaks. Mère de : 
  - Be Like Mom (par Sickle), mère de :
    - But Why Not, Pouliche de 3 ans de l'année en 1947.
    - Renew (Blue Larkspur), 4ème mère de Princess Rooney, membre du Hall of Fame.
    - Oedipus (par BLue Larkspur) : trois fois steeple-chaser de l'année, membre du Hall of Fame.

  - Hula Hula (par Polynesian) :  aïeule de Go for Gin (Kentucky Derby), Pleasant Tap (cheval d'âge américain de l'année en 1992) ou encore Hulastrike (2000 Guinées néo-zélandaises).
  - Choosy (par My Request), 3ème mère de Travelling Victor, cheval de l'année au Canada.

- Biologist (1934, par Bubbling Over), vainqueur de stakes, hongre.
- Baby League (1935, par Bubbling Over), mère de :
  - Busher (par War Admiral), cheval de l'année en 1943, membre du Hall of Fame.
  - Mr. Busher (par War Admiral), Arlington Futurity, National Stallion Stakes. Étalon.
  - Striking (par War Admiral), poulinière de l'année en 1961. Mère de :
    - Bases Full (par Ambriorix), aïeule maternelle de Contrail, Smarty Jones ou Essential Quality.
    - Glamour (par Nasrullah), deuxième mère de la championne américaine Numbered Account, mère de l'étalon Private Account, troisième mère de l'étalon Woodman, et aïeule maternelle de Super Saver ou Alcohol Free.
    - So Chic (par Nasrullah), aïeule maternelle des champions Prospector's Delite, Tomisue's Delite et Mineshaft.
- Big Hurry (1936, par Black Toney). Lauréate des Selima Stakes. Mère de : 
  - Searching (War Admiral), membre du Hall of Fame. Mère de : 
    - Affectionately (Swaps), membre du Hall of Fame.
    - Priceless Gem (Hail to Reason), lauréate des Frizette Stakes et des Futurity Stakes (devant Buckpasser), mère de :
      - Allez France (Sea Bird), lauréate de huit groupe 1 dont le Prix de l'Arc de Triomphe.

    - Admiring (Hail to Reason), mère de :
      - Glowing Tribute (Graustark), lauréate de groupe 2, mère de : 
        - Sea Hero (Polish Navy) : Kentucky Derby, Travers Stakes, Champagne Stakes
        - Hero's Honor (Northern Dancer) : United National Handicap, Bowling Green Handicap

  - Allemande (Counterpoint), mère de 
    - Marking Time (To Market) : Acorn Stakes, mère de :
      - Relaxing (Buckpasser), jument d'âge de l'année aux États-Unis (1981), mère de :
        - Easy Goer (Alydar) : Belmont Stakes, Travers Stakes, Jockey Club Gold Cup, Woodward Stakes. 2 ans de l'année (1988), membre du Hall of Fame.
        - Easy Now (Danzig) : Maskette Stakes.
        - Cadillacing (Alydar) : Ballerina Stakes, mère de : 
          - Strolling Along (Danzig) : Futurity Stakes

  - Bridal Flower (Challenger) : 3 ans de l'année aux États-Unis (1946)
  - Blue Line (Burgoo King), aïeule maternelle de Pike Place Dancer (Seattle Dancer), lauréate des Kentucky Oaks.
  - No Fiddling (King Cole), aïeule maternelle de Caerleon (Nijinsky), lauréat du Prix du Jockey Club et grand étalon.
- Bimelech (1937, par Black Toney). Vainqueur des Preakness Stakes et des Belmont Stakes, deuxième du Kentucky Derby. 2 ans de l'année 1939, 3 ans de l'année 1940, membre du Hall of Fame.
- Big Event (1938, par Blue Larkspur). Deuxième des Selima Stakes, mère de :
  - Hall of Fame (Shut Out) : American Derby, Arlington Classic.
- Businesslike (1939, par Blue Larkspur). Mère de : 
  - Busanda (War Admiral) : Alabama Stakes, Suburban Handicap. Mère de : 
    - Buckpasser (Tom Fool) : Jockey Club Gold Cup, Woodward Stakes, Travers Stakes. Cheval de l'année (1966), membre du Hall of Fame et grand étalon.

  - His Duchess (Blenheim) : Deuxième des Selima Stakes, aïeule maternelle de Prairie Bayou (Little Missouri) : Preakness Stakes, Blue Grass Stakes, 3 ans de l'année (1993).
- Besieged (1940, par Balladier).
- Broke Even (1941, par Blue Larkspur)
- Back Yard (1942, par Balladier)
- Bee Ann Mac (1944, par Blue Larkspur) : Selima Stakes.
- Belle Histoire (1945, par Blue Larkspur. Mère de Royal Record, étalon au Japon.
- Belle of Troy (1947, par Blue Larkspur). Mère de : 
  - Cohoes (Mahmoud) : Grand Union Hotel Stakes, Brooklyn Handicap, Whitney Stakes.
  - Best Side (Better Self), aïeule maternelle de Stephanie's Kitten (Kitten's Joy) : Breeders' Cup Filly & Mare Turf, Flower Bowl Handicap, Just A Game Stakes, Alcibiades Stakes. et de More Than Ready (Southern Halo), étalon majeur.
- Trojan War (1948, par Shut Out)

## Origines
La Troienne est une fille Teddy, un produit de l'élevage d'Edmond Blanc qui, en raison de la première guerre mondiale, commença sa carrière en Espagne avant de remporter en France le Prix des Trois Ans, l'ancêtre du Prix du Jockey Club. Teddy fut un étalon très influent, tête de liste en France puis exporté aux États-Unis. Il est le père du grand Sir Gallahad, quatre fois tête de liste des étalons américains, et douze fois tête de liste des pères de mères, ainsi que Bull Dog, lui aussi tête de liste des étalons et trois fois tête de liste des pères de mères, et auteur d'un autre immense étalon, Bull Lea. La mère de La Troienne, Hélène de Troie, fut une excellente poulinière puisqu'elle revendique aussi Adargatis (par Asterus), lauréate du Prix de Diane et mère du champion Ardan, vainqueur du Prix de l'Arc de Triomphe.

### Pedigree
| Origines de La Troienne (FR), jument baie née en 1926 | Origines de La Troienne (FR), jument baie née en 1926 | Origines de La Troienne (FR), jument baie née en 1926 | Origines de La Troienne (FR), jument baie née en 1926 |
| ----------------------------------------------------- | ----------------------------------------------------- | ----------------------------------------------------- | ----------------------------------------------------- |
| Père Teddy b. 1913                                    | Ajax b. 1901                                          | Flying Fox b. 1896                                    | Orme                                                  |
| Père Teddy b. 1913                                    | Ajax b. 1901                                          | Flying Fox b. 1896                                    | Vampire                                               |
| Père Teddy b. 1913                                    | Ajax b. 1901                                          | Amie ch. 1893                                         | Clamart                                               |
| Père Teddy b. 1913                                    | Ajax b. 1901                                          | Amie ch. 1893                                         | Alice                                                 |
| Père Teddy b. 1913                                    | Rondeau 1900                                          | Bay Ronald b. 1893                                    | Hampton                                               |
| Père Teddy b. 1913                                    | Rondeau 1900                                          | Bay Ronald b. 1893                                    | Black Duchess                                         |
| Père Teddy b. 1913                                    | Rondeau 1900                                          | Doremi ch. 1894                                       | Bend Or                                               |
| Père Teddy b. 1913                                    | Rondeau 1900                                          | Doremi ch. 1894                                       | Lady Emily                                            |
| Mère Hélène de Troie b. 1916                          | Helicon b. 1908                                       | Cyllene ch. 1895                                      | Bona Vista                                            |
| Mère Hélène de Troie b. 1916                          | Helicon b. 1908                                       | Cyllene ch. 1895                                      | Arcadia                                               |
| Mère Hélène de Troie b. 1916                          | Helicon b. 1908                                       | Vain Duchess b. 1897                                  | Isinglass                                             |
| Mère Hélène de Troie b. 1916                          | Helicon b. 1908                                       | Vain Duchess b. 1897                                  | Sweet Duchess                                         |
| Mère Hélène de Troie b. 1916                          | Lady of Pedigree 1910                                 | St. Denis b. 1901                                     | St. Simon                                             |
| Mère Hélène de Troie b. 1916                          | Lady of Pedigree 1910                                 | St. Denis b. 1901                                     | Brooch                                                |
| Mère Hélène de Troie b. 1916                          | Lady of Pedigree 1910                                 | Doxa 1901                                             | Melton                                                |
| Mère Hélène de Troie b. 1916                          | Lady of Pedigree 1910                                 | Doxa 1901                                             | Paradoxical (famille 1-s),                            |